# Friedrich Nobbe

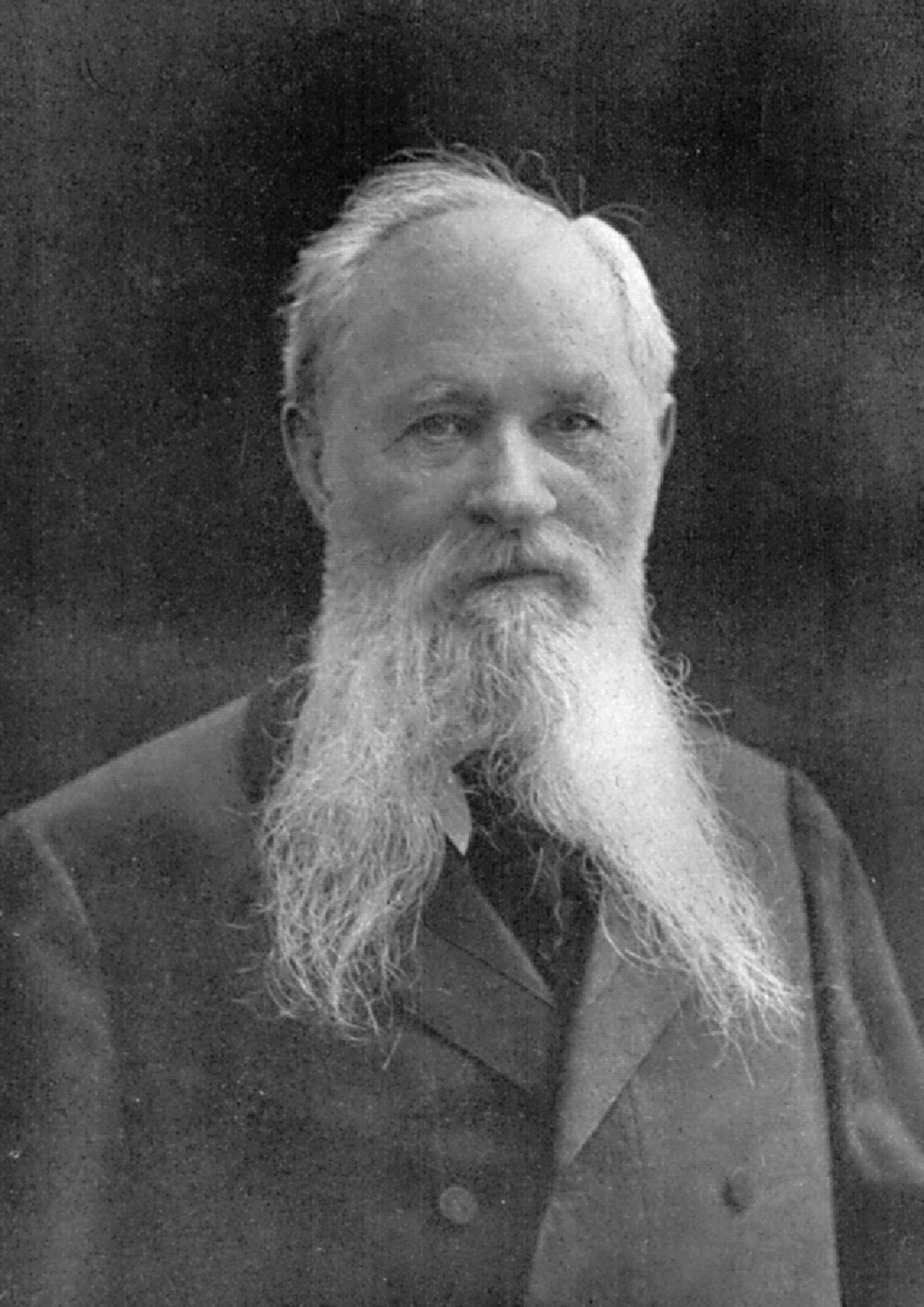
Friedrich Nobbe

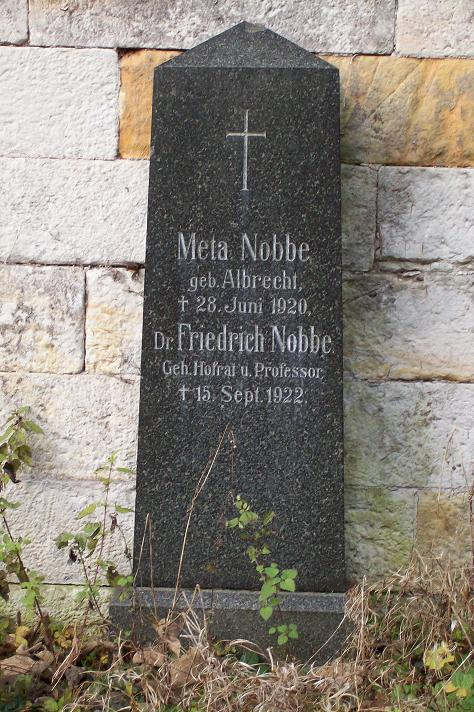
Grabmal der Fam. Nobbe auf dem Friedhof in Tharandt

Friedrich Nobbe (* 20. Juni 1830 in Bremen; † 15. September 1922 in Tharandt bei Dresden) war ein deutscher Agrikulturchemiker, Botaniker und Saatgutforscher. Als Professor für biologische Naturwissenschaften wirkte er seit 1868 an der Akademie für Forst- und Landwirte in Tharandt. 1869 errichtete er hier die erste Saatgut-Kontrollstation der Welt und begründete damit die Saatgutprüfung.

## Lebensweg
Friedrich Nobbe, Sohn eines Schulvorstehers, war bereits 1846, im Alter von 16 Jahren, als Lehrer tätig. Durch Selbststudium erweiterte er sein Wissen und übernahm 1852 die Leitung einer Schule in Berge bei Osnabrück. Seit 1854 studierte er Naturwissenschaften, insbesondere Pflanzenphysiologie, an der Universität Jena. 1856 siedelte er nach Berlin über und legte 1857 am Cölnischen Gymnasium die Reifeprüfung ab. 1858 promovierte er an der Universität Jena mit der Dissertation Disquisition gewisser physikalischer Eigenschaften der Erdkrume. Es folgte eine zweijährige Lehrtätigkeit an der Realschule in Chemnitz.
1861 wurde Nobbe als Lehrer für Pflanzen- und Tierphysiologie an die staatliche höhere Gewerbeschule nach Chemnitz berufen. Zugleich erhielt er eine Anstellung an der landwirtschaftlichen Versuchsstation in Chemnitz, wo er zahlreiche physiologische Untersuchungen über die Bedeutung einzelner Mineralstoffe für das Pflanzenwachstum durchführte.
Auf Vorschlag des Agrikulturchemikers Julius Adolph Stöckhardt folgte Nobbe 1868 einem Ruf als Professor für biologische Naturwissenschaften an die Akademie für Forst- und Landwirte nach Tharandt. Bereits im folgenden Jahr gründete er an der Akademie eine pflanzenphysiologische Versuchsstation. Als erfolgreicher Lehrer und Forscher wirkte Nobbe dreieinhalb Jahrzehnte in Tharandt. Erst 1904, im Alter von 74 Jahren, trat er in den Ruhestand. Die letzten Jahre seines Lebens verlebte er mit seiner Frau in seiner Tharandter Wohnung.
Die ehemalige Milkau-Villa, zeitweise in Trägerschaft der TU Dresden, Fachrichtung Forstwissenschaften, und heute Interims-Sitz der Akademie der Sächsischen Landesstiftung Natur und Umwelt in Tharandt ist als Nobbe-Bau nach ihm benannt.

## Forschungsleistungen
Mit finanzieller Unterstützung des Landwirtschaftlichen Kreisvereins Dresden gründete Nobbe 1869 in Tharandt eine der Akademie für Forst- und Landwirte angegliederte, jedoch selbstständige pflanzenphysiologische Versuchsstation, die gleichzeitig eine Kontrollstation für landwirtschaftliches, forstliches und gärtnerisches Saatgut sein sollte. Unter der Bezeichnung „Physiologische Versuchs- und Samenkontroll-Station zu Tharandt“ war sie weltweit die erste Institution für Saatgutprüfungen.
Nobbe ging es vor allem darum, die Saatgutqualität, für die es damals keine verbindlichen Normen gab, durch eine systematische Kontrolltätigkeit nachhaltig zu verbessern. Diesem Ziel diente auch sein 1876 erschienenes „Handbuch der Samenkunde“. Es gehört zu den bedeutendsten Werken der wissenschaftlichen Landbauliteratur. Nobbe beschreibt hier beispielhaft die Morphologie und Anatomie der Samen, den Keimprozeß und seine physikalischen Bedingungen und die Methoden zur Wertbestimmung des Saatgutes. Eindringlich forderte er, einheitliche Untersuchungsmethoden einzuführen. Nobbe gab mit diesem Buch der Saatgutforschung wegweisende Impulse. Seine Tharandter Versuchs- und Kontrollstation wurde Vorbild für die Einrichtung ähnlicher Samenprüfungsstationen im In- und Ausland.
Ein weiterer Forschungsschwerpunkt Nobbes waren Untersuchungen über die Knöllchenbakterien der Leguminosen. Seit 1888 prüfte er gemeinsam mit seinem langjährigen Assistenten Lorenz Hiltner die Möglichkeit, den Ackerboden bzw. das Saatgut mit Knöllchenbakterien zu „impfen“. Obgleich ihr 1896 patentierter Impfstoff „Nitragin“ in der landwirtschaftlichen Praxis keine befriedigenden Ergebnisse erbrachte, konnte Hiltner später in München diese „Impftechnik“ bis zur Praxisreife weiterentwickeln.
An der Tharandter Akademie, an der nach 1870 nur noch Forststudenten ausgebildet wurden, hatte Nobbe das Fach Botanik und in den ersten Jahren auch Zoologie zu vertreten. Seit 1877 war er auch Leiter des forstbotanischen Gartens. 1882 gab er nach gründlicher Überarbeitung die vierte Auflage des umfangreichen Lehrbuches „Döbner’s Botanik für Forstmänner“ heraus.
Eng verbunden war Nobbes Name mit dem 1858 gegründeten Journal Die landwirthschaftlichen Versuchs-Stationen. 1861 hatte Nobbe die redaktionelle Leitung dieser Fachzeitschrift übernommen, von 1863 bis 1905 war er alleiniger Herausgeber. 1888 wurde er zum Vorsitzenden des neugegründeten „Verbandes landwirthschaftlicher Versuchsstationen im Deutschen Reiche“ gewählt. Dieses Amt übte er bis 1904 aus.

## Ehrungen und Auszeichnungen (Auswahl)
- 1880: Ritterkreuz des Schwedischen Nordstern-Ordens
- 1882: Ritterkreuz I. Klasse des Sächsischen Albrechts-Ordens
- 1888: Auswärtiges Mitglied der Königlichen Schwedischen Landwirtschaftsgesellschaft
- 1889: Königlicher Titel Geheimer Hofrat
- 1893: Ehrenmitglied des Kaiserlichen Russischen Forstinstituts zu St. Petersburg
- 1894: Ehrenmitglied des Landwirtschaftlichen Kreisvereins Dresden mit Verleihung der silbernen Denkmünze
- 1896: Ehrenmitglied der Royal Agricultural Society of England
- 1903: Ehrenmitglied des Verbandes der landwirtschaftlichen Versuchs-Stationen im Deutschen Reich
- 1910 zum 80. Geburtstag: Zueignung einer Tanne im Forstbotanischen Garten Tharandt.
- seit 1959: Friedrich-Nobbe-Preis, gestiftet vom Verband Deutscher Landwirtschaftlicher Untersuchungs- und Forschungsanstalten (VDLUFA) zur Förderung junger Wissenschaftler, die auf dem Gebiet der Angewandten Botanik besondere Leistungen erbracht haben. Der Preis (dotierter Geldbetrag und Urkunde) wird nur in mehrjährigen Abständen vergeben.

## Werke
- Ueber die organische Leistung des Kalium in der Pflanze (gemeinsam mit J. Schroeder und R. Erdmann). Verlag Focke Chemnitz 1871 = Mittheilungen aus der physiologischen Versuchs-Station Tharandt.
- Handbuch der Samenkunde. Physiologisch-statistische Untersuchungen über den wirthschaftlichen Gebrauchswerth der land- und forstwirthschaftlichen, sowie gärtnerischen Saatwaaren. Verlag von Wiegandt, Hempel & Parey Berlin 1876.
- E. Ph. Döbner: Botanik für Forstmänner. Nebst einem Anhang: Tabellen zur Bestimmung der Holzgewächse während der Blüthe und im winterlichen Zustande. Mit 430 in den Text gedruckten Holzschnitten. Vierte Aufl., vollst. neu bearbeitet von Friedrich Nobbe. Verlag Paul Parey Berlin 1882.
- Führer durch den akademischen Forstgarten zu Tharandt. Herausgegeben von F. Nobbe und G. Büttner. Verlag Paul Parey Berlin 1905.